# Dekanat przeźmierowski

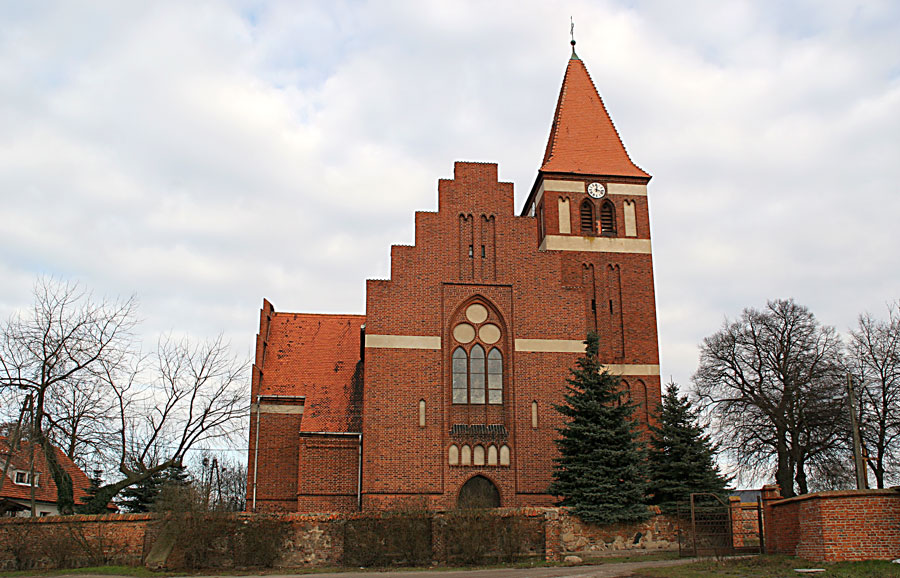
Kościół w Lusowie

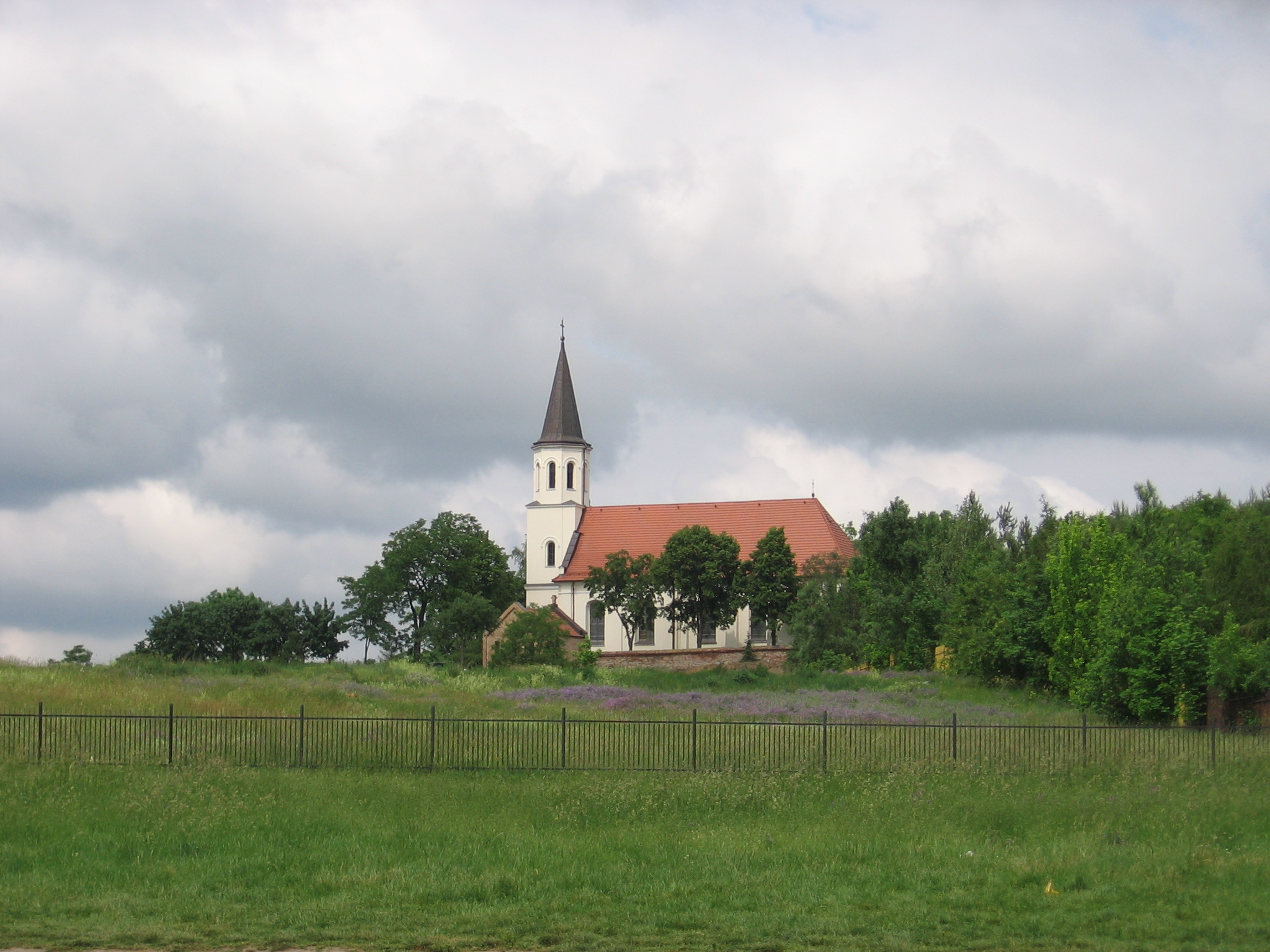
Kościół w Kiekrzu

Dekanat przeźmierowski – jeden z 43 dekanatów archidiecezji poznańskiej, składa się z dziewięciu parafii: 
- Parafia św. Józefa Oblubieńca Najświętszej Maryi Panny w Baranowie (archidiecezja poznańska) (Baranowo – Chyby),
- parafia św. Stanisława Biskupa w Ceradzu Kościelnym (Ceradz Kościelny),
- parafia św. Jadwigi i św. Jakuba Apostoła w Lusowie (Lusowo),
- parafia św. Rity z Cascii w Lusówku (Lusówko),
- parafia pw. św. Michała Archanioła i Wniebowzięcia Najświętszej Maryi Panny (Poznań – Kiekrz),
- parafia św. Antoniego Padewskiego w Przeźmierowie (Przeźmierowo),
- parafia Chrystusa Króla w Rokietnicy (Rokietnica)
- Parafia Narodzenia Najświętszej Maryi Panny w Sobocie (Sobota)
- parafia Wszystkich Świętych w Tarnowie Podgórnym (Tarnowo Podgórne),

Dekanat sąsiaduje z dekanatami:
- Poznań-Piątkowo
- Poznań-Winogrady,
- Poznań-Jeżyce,
- Poznań-Łazarz,
- luboński,
- stęszewski,
- bukowski,
- szamotulski

Administracyjnie dekanat położony jest na terenie gminy Tarnowo Podgórne, południowej części gminy Rokietnica oraz w północno-zachodniej części dzielnicy Poznań-Jeżyce.